# Heterolepidoderma kossinensis
Heterolepidoderma kossinensis är en djurart som tillhör fylumet bukhårsdjur, och som först beskrevs av Preobrajenskaja 1926.  Heterolepidoderma kossinensis ingår i släktet Heterolepidoderma och familjen Chaetonotidae. Inga underarter finns listade i Catalogue of Life.